# ورزش در هلند

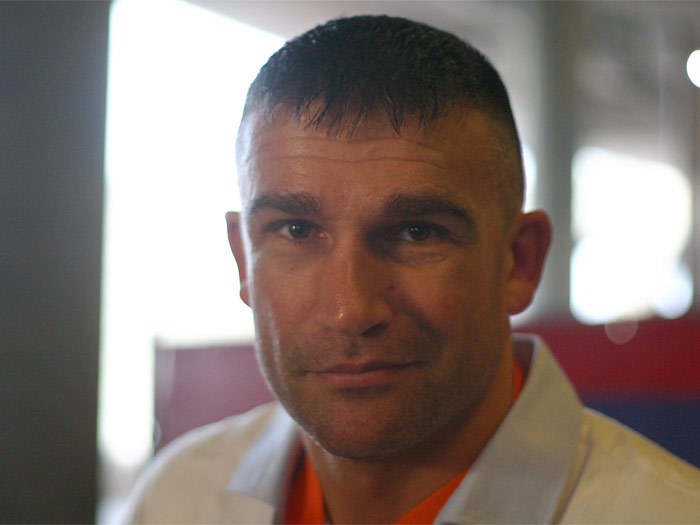
پیتر آرتز به عنوان یکی از بهترین کیک بوکسورهای تاریخ شناخته می‌شود.

ورزش در هلند (انگلیسی: Sport in the Netherlands) حدود دو سوم جمعیت بالای ۱۵ در این کشور را به خود مشغول کرده است. تقریباً ۵ میلیون نفر از ۱۷ میلیون نفر در یکی از ۳۵۰۰۰ باشگاه ورزشی این کشور ثبت نام کرده‌اند. فوتبال محبوب‌ترین ورزش در هلند است. هاکی روی چمن و والیبال به عنوان دومین و سومین ورزش‌های پرطرفدار تیمی در هلند قرار دارند. اسکیت سرعت، دوچرخه سواری، تنیس و گلف چهار ورزش انفرادی هستند که به‌طور گسترده در این کشور انجام می‌شود. تعدادی از ورزش‌های بومی مانند هندبال فریسکی، کرفبال نیز انجام می‌شود
سازماندهی ورزش‌ها در هلند در پایان قرن نوزدهم و آغاز قرن بیستم آغاز شد. فدراسیون‌های ورزشی مانند فدراسیون اسکیت سرعت در سال ۱۸۸۲ تأسیس و قوانین یکپارچه شدند و باشگاه‌های ورزشی به وجود آمدند. کمیته ملی المپیک هلند در سال ۱۹۱۲ تأسیس شد. این کشور تاکنون ۳۵۶ مدال در بازی‌های المپیک تابستانی و ۱۴۷ مدال دیگر در بازی‌های المپیک زمستانی کسب کرده است.
یکی از چهره‌های تأثیرگذار در ورزش هلند پیم مولیر بود. در سال ۱۸۷۹ او اولین باشگاه راگبی و فوتبال را در هلند تأسیس کرد، او در تشکیل اولین باشگاه تنیس در سال ۱۸۸۴ نقش مؤثری داشت، اتحادیه فوتبال سلطنتی هلند پنج سال بعد و هاکی روی چمن در سال ۱۸۹۶ تأسیس شدند.

## ورزش‌های پرطرفدار

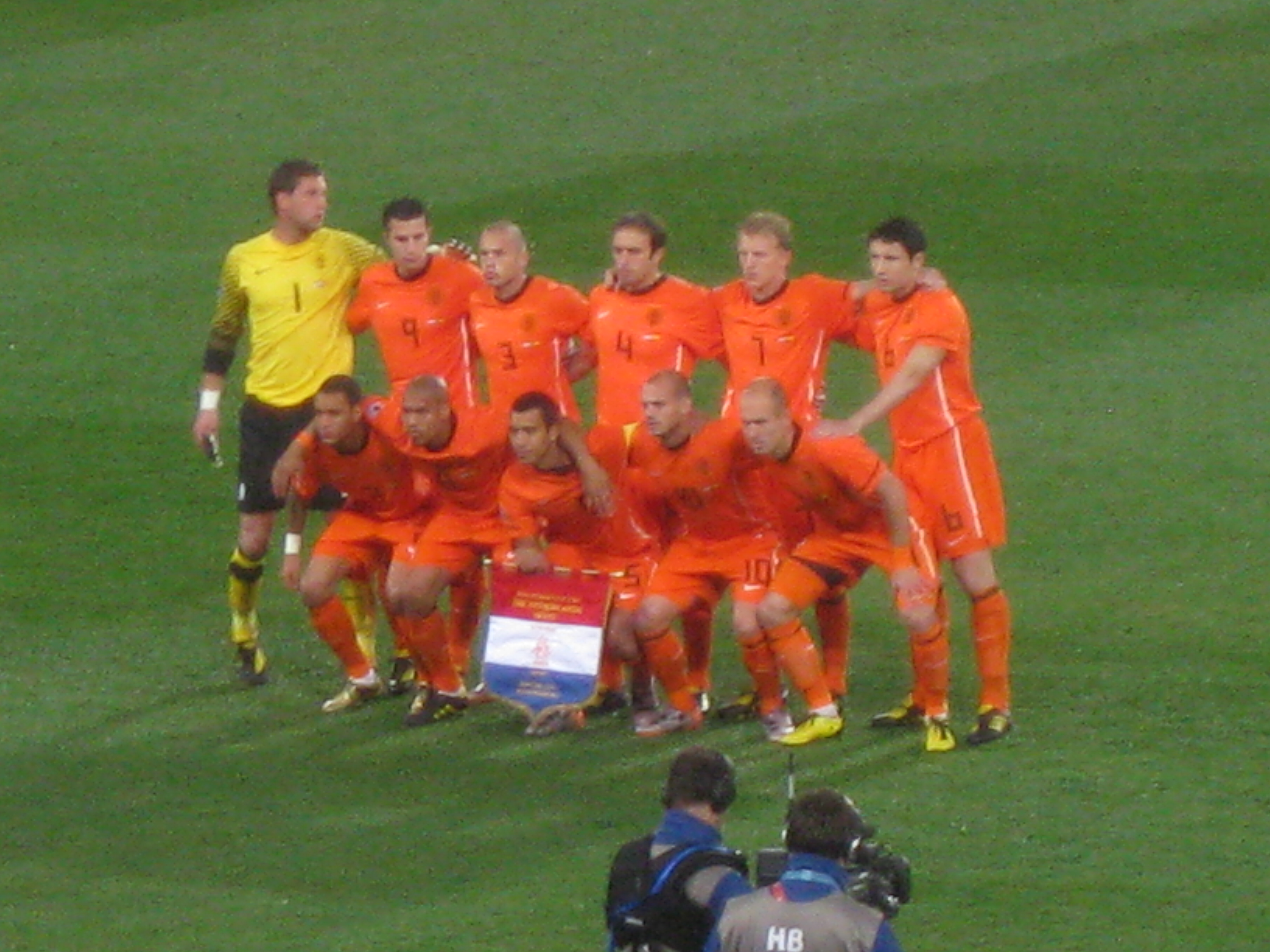
تیم ملی فوتبال مردان

### فوتبال
اتحادیه سلطنتی فوتبال هلند (KNVB) بزرگ‌ترین فدراسیون ورزشی در این کشور با ۱٬۰۷۶٬۷۵۹ بازیکن (در سال ۲۰۰۵) بود. طبق وب سایت KNVB، تا سال ۲۰۱۶ این فدارسیون بیش از ۱٫۲ میلیون عضو دارد. این سازمان در ۱۹ دسامبر ۱۸۹۹ به وجود آمد و یکی از اعضای مؤسس فیفا (فدراسیون بین‌المللی فوتبال) در سال ۱۹۰۴ بود.
تیم‌های فوتبال هلند سه مدال برنز المپیک در سال‌های ۱۹۰۸، ۱۹۱۲ و ۱۹۲۰ کسب کرده‌اند. همچنین در فینال‌های جام جهانی ۱۹۷۴ و ۱۹۷۸ به عنوان نایب قهرمانی دست پیدا کردند. در همین دوره، تیم‌هایلیگ برتر فوتبال هلند، باشگاه فوتبال آژاکس آمستردام و فاینورد قهرمان جام‌های اروپا از سال ۱۹۷۰ تا ۱۹۷۳ شدند. در سال ۱۹۸۸ تیم ملی تنها عنوان بین‌المللی را در مسابقات قهرمانی اروپا کسب کرد. باشگاه ورزشی پی‌اس‌وی آیندهوون در آن سال نیز قهرمان جام ملت‌های اروپا شد و آژاکس در سال ۱۹۹۵ بار دیگر قهرمان جام ملت‌های اروپا شد.

## بازی‌های المپیک
هلند اولین بار در سال ۱۹۰۰ ورزشکارانی را به بازی‌های المپیک فرستاد و از آن زمان تاکنون تقریباً در همه بازی‌ها به استثنای المپیک تابستانی ۱۹۰۴ در سنت لوئیس شرکت کرده است. هلند بازی‌های المپیک تابستانی ۱۹۵۶ ملبورن را در اعتراض به تهاجم اتحاد جماهیر شوروی به مجارستان، تنها چند هفته قبل از شروع بازی‌ها تحریم کرد. با این حال، یک سوارکار هلندی در مسابقات سوارکاری سال ۱۹۵۶ که چند ماه قبل از بقیه بازی‌ها در استکهلم برگزار شد، شرکت کرد.
اولین مدال طلای انفرادی بازی‌های تابستانی توسط ماوریس پترس در دوچرخه‌سواری در بازی‌های المپیک تابستانی ۱۹۲۰، در ماده ۱۰۰۰ متر مردان به دست آمد. اولین مدال طلا در بازی‌های زمستانی توسط شاکی دیکسترا در اسکیت نمایشی بانوان در بازی‌های المپیک زمستانی ۱۹۶۴ به دست آمد.
هلند همچنین میزبان بازی‌های المپیک تابستانی ۱۹۲۸ در آمستردام بوده است. هلند پیشنهاد میزبانی المپیک تابستانی ۱۹۹۲ آمستردام را ارائه کرد، اما پس از اولین دور انتخابی که به پیشنهاد هلندی‌ها تنها پنج رای از ۸۵ رای داده شده بود از رقابت میزبانی خارج شد. هلند برای میزبانی بازی‌های المپیک تابستانی ۲۰۲۸ در آمستردام یا روتردام به عنوان جشن صدمین سالگرد بازی‌های ۱۹۲۸ ابراز علاقه کرده بود.[1] در نهایت، هیچ پیشنهادی از هر دو شهر ارائه نشد و المپیک به لس آنجلس داده شد. قبل از المپیک ۱۹۹۲، نام کشور "Holland" با کد کشور "HOL" بود. از سال ۱۹۹۲ به بعد، آنها از کد "NED" به عنوان مخفف نام Nederland استفاده کردند.
ورزشکاران هلندی بیش از ۳۵۶ مدال در بازی‌های المپیک تابستانی کسب کرده‌اند که ورزش‌های شنا و دوچرخه‌سواری به عنوان برترین ورزش‌های مدال‌آور در این کشور هستند. این کشور ۱۴۷ مدال دیگر در بازی‌های المپیک زمستانی کسب کرده است که ۱۳۳ مدال آن در اسکیت سرعت بوده است.

## لیگ‌های ورزشی
- لیگ برتر فوتبال هلند